# Hrútafjörður
Hrútafjörður ([ʃuˈtaɑʰˌfjœrðʏr]ⓘ fiordo de los carneros) es un fiordo localizado al noroeste de Islandia. Tiene una extensión de unos 36 kilómetros y se encuentra en la zona sur de la bahía Húnaflói.

## Territorio
El Hrútafjörður separa la región de Vestfirðir, al oeste de la de Norðurland Vestra, al este. La granja de Brú se encuentra en la zona sur y funciona como una estación agrícola y de servicios.

## Galería

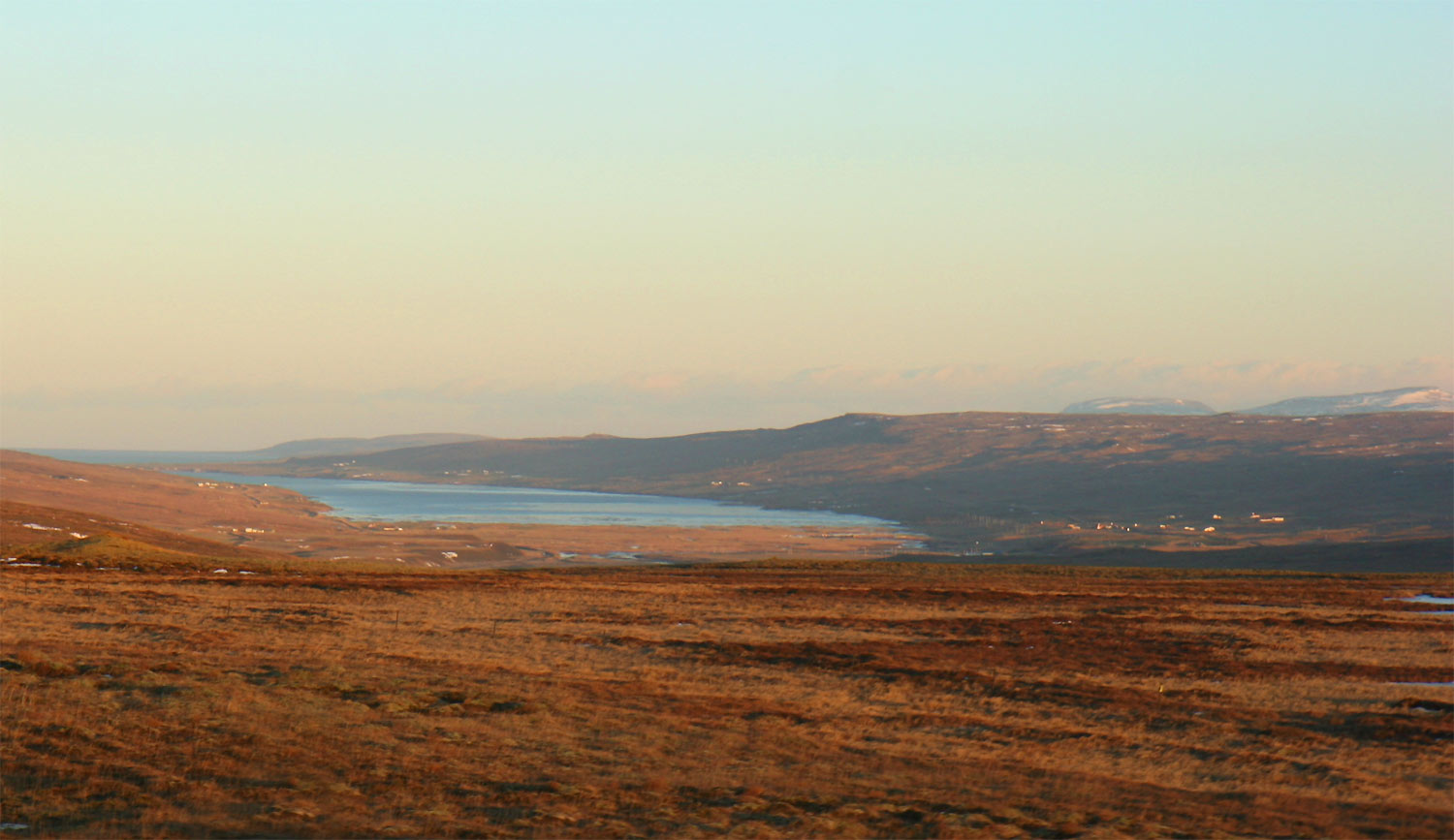
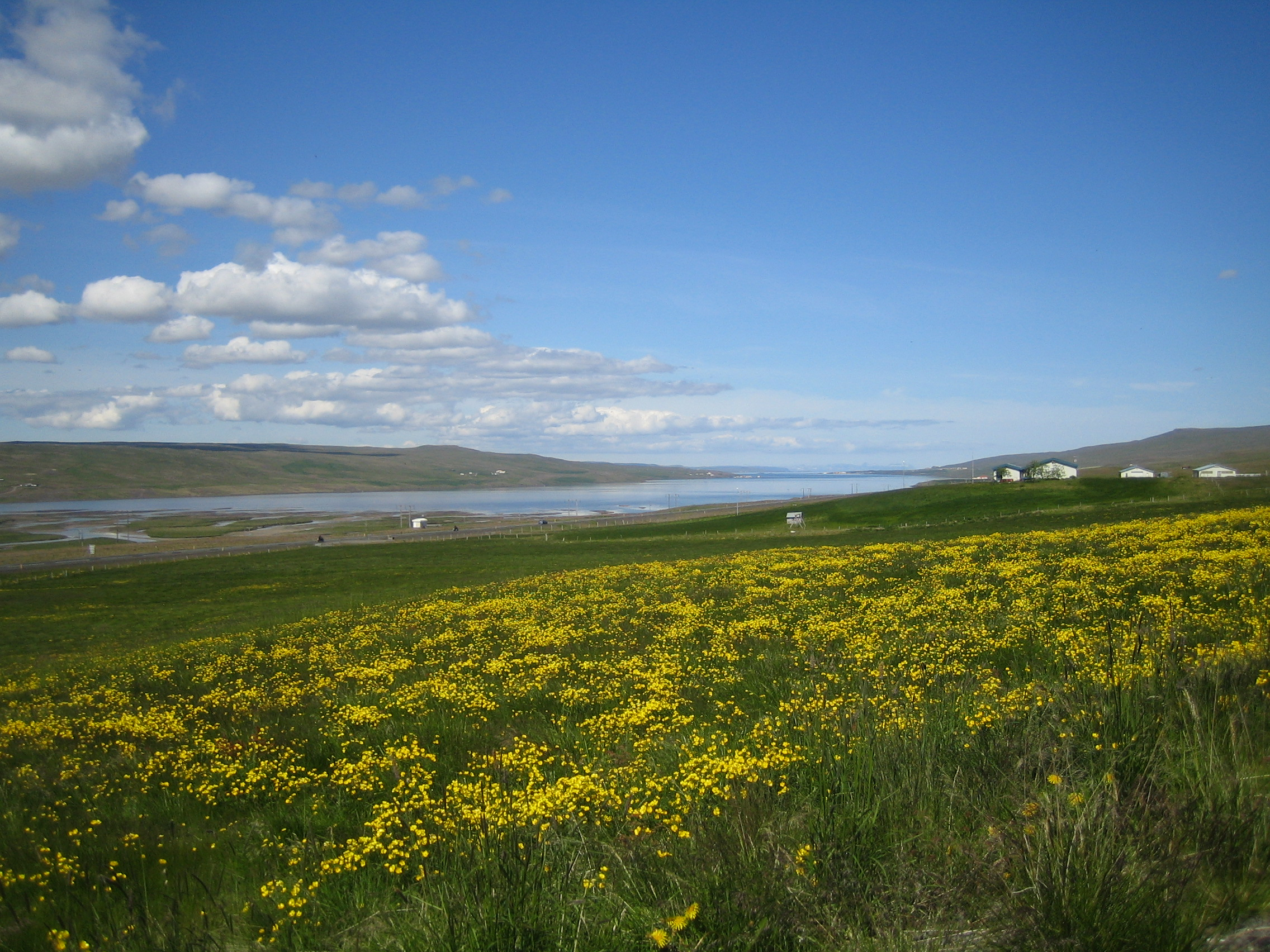